# Austin Mahone
Austin Carter  Mahone (ur. 4 kwietnia 1996 w San Antonio) – amerykański piosenkarz i kompozytor. Obecnie współpracuje z wytwórniami takimi jak Young Money Entertainment, Cash Money Records czy Republic Records.

## Młodość
Mahone urodził się w San Antonio, w stanie Teksas 4 kwietnia 1996. Jego ojciec zmarł (popełnił samobójstwo) kiedy Austin miał półtora roku i po tym był wychowywany samotnie przez matkę – Michelle. Uczęszczał do Lady Bird Johnson High School.

## Kariera
Od czerwca 2010 roku Mahone zaczął udostępniać filmiki w serwisie YouTube wraz ze swoim przyjacielem Alexem Constancio. Od stycznia 2011 roku zaczął wrzucać teledyski na swój kanał, dzięki czemu jego filmy zyskiwały spore ilości odsłon. W pewnym momencie zaczęły się nim interesować internetowe serwisy informacyjne i przeprowadziły z nim kilka wywiadów. W październiku 2011 roku Austin nagrał cover piosenki Justina Biebera pod tytułem: "Mistletoe", który w niespełna 2 tygodnie zyskał milion odsłon.
W dniu 28 sierpnia 2012 roku Mahone oficjalnie ogłosił, że podpisał kontrakt z Universal Republic Records. Pierwszym singlem Austina była piosenka zatytułowana "11:11". 5 czerwca 2012 roku Mahone wypuścił drugi singiel nazwany "Say Somethin".
Austin Mahone został wybrany, jako jeden z artystów otwierających akt trzeciej trasy koncertowej Taylor Swift – nazwanej "The Red Tour".
W Listopadzie 2012 Mahone podpisał kontrakt z firmą Trukfit, aby stać się jej nowym "Teen Ambasador" (obecnie był nim Lil Wayne) dla modnej linii ubrań.
W grudniu 2013 Austin został nazwany "Digital and Brand Strategist" przez firmę Aquafina, dla nowej linii aromatyzowanej wody gazowanej ukierunkowanej na nastolatków.

## Dyskografia

### Minialbumy
- AM Extended Play (2013)
- The Secret (2014)

## Filmografia
| Rok  | Tytuł         | Rola       | Informacje                                |
| ---- | ------------- | ---------- | ----------------------------------------- |
| 2013 | Big Time Rush | On sam     | "Big Time Dreams" (Sezon 4, epizod 12)    |
| 2013 | AwesomenessTV | Prezenter  | "Us & Jan" (Sezon 1, epizod 17) jako gość |
| 2014 | Millerowie    | Młody Adam | "Bahama Mama" (Sezon 1, epizod 16)        |

| Rok     | Tytuł                  | Rola   | Informacje             |
| ------- | ---------------------- | ------ | ---------------------- |
| 2012–13 | Austin Mahone Takeover | On sam | Web documentary series |
| 2013–14 | Mahomie Madness        | On sam | Web documentary series |

## Nagrody i nominacje
| Rok  | Nagroda                             | Kategoria                  | Nagroda za                 | Rezultat   |
| ---- | ----------------------------------- | -------------------------- | -------------------------- | ---------- |
| 2013 | Radio Disney Music Awards           | Best Crush Song            | "Say You're Just a Friend" | Nominowany |
| 2013 | Radio Disney Music Awards           | Best Acoustic Performance  | "Say Somethin"             | Nominowany |
| 2013 | Radio Disney Music Awards           | Breakout Star              | On sam                     | Wygrana    |
| 2013 | Radio Disney Music Awards           | Fiercest Fans              | Mahomies                   | Nominowany |
| 2013 | MTV Video Music Awards              | Artist To Watch            | "What About Love"          | Wygrana    |
| 2013 | MTV Europe Music Awards             | Push Artist                | On sam                     | Wygrana    |
| 2013 | MTV Europe Music Awards             | Artist On The Rise         | On sam                     | Wygrana    |
| 2013 | Billboard Readers Poll Music Awards | Best Newcomer              | On sam                     | Nominowany |
| 2014 | People's Choice Awards              | Favorite Breakout Artist   | On sam                     | Nominowany |
| 2014 | Radio Disney Music Awards           | Best Male Artist           | On sam                     | Nominowany |
| 2014 | Radio Disney Music Awards           | Most Talked About Artist   | On sam                     | Nominowany |
| 2014 | Radio Disney Music Awards           | Artist with the Best Style | On sam                     | Nominowany |
| 2014 | Radio Disney Music Awards           | Best Crush Song            | "What About Love"          | Nominowany |
| 2014 | iHeart Radio Music Awards           | Best Fan Army              | On sam                     | Nominowany |

## Trasy koncertowe
- MTV's Artist to Watch Tour (2014)

### Otwarcie aktu
- The Red Tour (2013) (Taylor Swift)
- Summer Tour (2013) (Bridgit Mendler)